# Pietro Mosetig
Pietro Mosetig (Trieste, 1833 – Milano, 3 giugno 1911) è stato un giornalista e patriota italiano.

## Biografia
Nato a Trieste nel 1833 nell'allora Impero d'Austria, lavorò come impiegato a Trieste dell'ispettore all'ufficio dei dazi civici e poi a Genova alla succursale ferroviaria dei Giovi.
Partecipò con Garibaldi alla battaglia di Bezzecca in Trentino il 21 luglio 1866 durante la Terza Guerra d'Indipendenza e partecipò con i fratelli Enrico e Giovanni Cairoli allo Scontro di Villa Glori del 23 ottobre 1867 per liberare Roma dallo Stato Pontificio. Venne arrestato a Trieste dagli austriaci, e poi assolto nel 1867, nel 1869 e tra il 1874 e il 1878, entrò nel Partito d'Azione di Mazzini. Nel 1876 cominciò la sua carriera giornalistica diventando redattore con Francesco Pegan ed Eugenio Salvator de L'Avvenire, quindicinale triestino di lingua italiana, di cui uscirono solo tre numeri dato che il giornale fu sequestrato dagli austriaci.
Nel 1886 fondò a Genova con il conte di Camposampiero, Ferruccio Macola il quotidiano genovese Il Secolo XIX con l'obiettivo di battere la concorrenza del quotidiano milanese de Il Secolo, su modello del New York Herald e schierato con la sinistra di Giuseppe Zanardelli, Alfredo Baccarini e Benedetto Cairoli, anche se dovette rinunciare alla sua posizione politica. Inoltre assicurò le inserzioni di quarta pagina, curò gli abbonamenti e i rapporti con i rivenditori e, nel febbraio 1887, procurò una nuova sede in Piazza san Giorgio, 32 e il primo impianto tipografico (macchine tipografiche di Norberto Arbizzone e caratteri della ditta Rayper) con i mezzi del marchese Marcello Durazzo Adorno e della sua società di navigazione La Veloce.
Nelle elezioni del 1886 sostenne l'armatore Enrico Cravero dei Cantieri navali La Foce e Lazzaro Gagliardo, portavoce dell'antitrasformismo con il giornale La Tribuna di Roma.
Il rapporto con il conte Ferruccio Macola si spezzò quasi subito dato che il quotidiano cambio presto la sua linea in direzione filogovernativa, poi subì le pressioni di Giacomo Millo, presidente della Camera di commercio di Genova il quale, pur garantendo la sopravvivenza del giornale fino al luglio 1892 con 1.800 lire annue, aveva ridotto Il Secolo XIX, dal numero del 1º gennaio 1888, a "organo ufficiale per gli atti della Camera di Commercio".
Mosetig quindi divenne direttore de Il Secolo XIX collocò il giornale nell'area crispina, ricevette dure critiche dall'ambasciatore di Francia Théodore Meyer a Genova che il 24 settembre 1893 definì il Meyer "un imbecille" dato che secondo il console il giornale riceveva finanziamenti tedeschi e faceva una campagna antifrancese, la tesi pur fondata non trovò riscontri.
Dal maggio 1893 cominciarono i primi veri problemi, infatti pur prosciolto dal delitto di ingiuria da Prospero Aste e Pietro Guastavino de Il Caffaro nel 1896 per compiacere il governo, dette notizie distorte sulle operazioni militari italiane durante la Guerra d'Abissinia, così un anno dopo, l'8 marzo 1897 lasciò la direzione del quotidiano e lo vendette per 200.000 lire al conte Ferdinando Maria Perrone che lo cedette ai suoi figli Pio e Mario, quindi divenne Mario Fantozzi pubblicista (e futuro direttore) e Luigi Arnaldo Vassallo divenne il nuovo direttore.
Negli ultimi anni di vita visse a Milano e morì a 78 anni alla Casa di salute San Giuseppe, dove era stato ricoverato per disturbi cardiaci.